# Castelpoto
Castelpoto är en ort och kommun i provinsen Benevento i regionen Kampanien i Italien. Kommunen hade 1 197 invånare (2017).